# Kerekítés
A kerekítés az a művelet, melynek eredménye egy kevésbé pontos számérték, aminek viszont olyan tulajdonságai vannak, amik az eredeti számnak nincsenek. Célja többféle lehet:
- Becslés készítése, ekkor minden kerekítés felfelé vagy lefelé történik, felső illetve alsó becslés céljából
- A látszólagos pontosság elkerülése céljából. Például a munkaügyi ügynökség a munkanélküliek számát 100-ban adja meg.
- Egy fizikai mennyiség kerekítése a használt mértékegységhez. Például arányok átváltása egész számokra mandátumok kiosztásakor.

További indokok tizedestörtek esetén:
- Könnyebb olvashatóság
- Az ábrázolhatóság korlátai
- A szám irracionális, pontos értéke nem használható.

Pozitív számoknál szoktak beszélni felfelé, illetve lefelé kerekítésről. Negatív számoknál nem mindig egyértelmű, hogy a szerző a szám előjeles értékét vagy abszolútértékét kerekíti. Emiatt beszélnek nullához, illetve nullától való kerekítésről is. 
A kerekítés jele ≈, ami arra utalhat, hogy az utána álló szám kerekített. Először Alfred George Greenhill használta, 1892-ben.

## Kerekítési szabályok

### Kereskedői kerekítés
Az iskolában tanított kereskedői kerekítés szabályai nemnegatív számok esetén:
- Ha az első elhagyott jegy 0, 1, 2, 3 vagy 4, akkor lefelé kerekítünk;
- ha az első elhagyott jegy 5, 6, 7, 8 vagy 9, akkor felfelé kerekítünk.

Ezt a szabályt a DIN 1333 szabvány írja le. Példák:
- 13,3749… € ≈ 13,37 €
- 13,3750… € ≈ 13,38 €

Negatív számok esetén az abszolútértéket veszik figyelembe; tehát ha az első elhagyott jegy 5, 6, 7, 8 vagy 9, akkor a nullától kerekítenek, különben a nullához:
- −13,3749… € ≈ −13,37 €
- −13,3750… € ≈ −13,38 €

### Szimmetrikus kerekítés
A szimmetrikus kerekítés hasonló a kereskedői becsléshez. Nevezik geodetikus, torzítatlan, matematikai, tudományos kerekítésnek is. Részletes szabályai:
- Ha az első elhagyott jegy 0, 1, 2, 3 vagy 4, akkor lefelé kerekítünk;
- ha az első elhagyott jegy 6, 7, 8 vagy 9, akkor felfelé kerekítünk;
- ha az első elhagyott jegy 5, és utána nem csupa nulla áll, akkor felfelé kerekítünk;
- ha az első elhagyott jegy 5, és utána nullák állnak, akkor úgy kerekítünk, hogy a kapott szám utolsó jegye páros legyen.

Ezt a módszert használják a numerikus matematikában, a technikában és a mérnöki tudományokban, és az IEEE-754 szabvány rögzíti. Lebegőpontos számábrázolások kettes számrendszerbeli alakjában is ezt használják. Angol neve Round to Even vagy Banker’s Rounding.
Példák:
- 2,2499 ≈ 2,2
- 2,2501 ≈ 2,3
- 2,2500 ≈ 2,2
- 2,3500 ≈ 2,4
- 2,4600 ≈ 2,5

Statisztikai szempontból a kereskedői becslés torzít, mivel a 0,5-et mindig csak felfelé kerekíti, lefelé soha. Szimmetrikus kerekítés esetén, ha az eloszlásban a kis és a nagy számok is ugyanolyan gyakoriak, a felfelé és a lefelé kerekítés ugyanolyan gyakori.

### Összegtartó kerekítés
Összegtartó kerekítés esetén egy összeg tagjait kerekítik úgy, hogy az összeg ugyanaz maradjon. Így előfordulhat, hogy egy számot nem a hozzá közelebbi, hanem a távolabbi érték felé kerekítik.
Fontos alkalmazások: annak megállapítása, hogy egy választás után egy pártnak hány mandátuma lesz, illetve a teljes áfa felosztása a tagok között.
Az eljárás feltételezi, hogy az összes tag pozitív, illetve azonos előjelű. Ha a tagok között pozitív és negatív számok is vannak, akkor a Hare-Niemeyer-eljárás általánosítható: Először minden számot a hozzá legközelebbi kerek számra kerekít. Ha ezzel az összeg túl nagy lesz, akkor megkeresi az abszolútértékben legnagyobb felkerekítést, és megváltoztatja a kerekítés irányát.

## További kerekítés
Hogyha további kerekítésre van szükség, akkor, ha ismert a kiindulási szám, akkor célszerű azt kerekíteni, különben a kerekítés veszíthet pontosságából. Ez akkor következhet be, ha a kerekített szám utolsó jegye 5. 
Példa: Legyen az eredeti szám 13,374999747; az első kerekítés eredménye 13,3750.
- Ismert kiindulási szám esetén a kerekítés eredménye 13,37.
- Ismeretlen kiindulási szám esetén a kerekítés eredménye 13,38.

Tudományos munkákban, függvénytáblázatokban, logaritmustáblákban néha jelzik a kerekítések irányát. A felfelé kerekítést a kerekítéssel nyert jegy alá, illetve fölé húzott vonal, a lefelé kerekítést pont jelzi.
Példák:
- {\displaystyle 3{,}4124928...} kerekítése {\displaystyle 3{,}412{\underline {5}}}; az újabb kerekítés eredménye {\displaystyle 3{,}41{\dot {2}}}, ami lefelé kerekítés.
- {\displaystyle 2{,}6245241...} kerekítése {\displaystyle 2{,}624{\dot {5}}}; az újabb kerekítés eredménye {\displaystyle 2{,}625}, azaz {\displaystyle 2{,}62{\underline {5}}}, tehát felfelé kerekítés. A következő kerekítés lefelé kerekítés lenne.

Ha nincsenek további jegyek, akkor a számot pontosnak tekintik.

## Számítások
Kerekített számokkal való számolás után annyi tizedesjegyet kell meghagyni, amennyit a kerekítés megőrzött. Például, ha egy erőt 12,2 Newtonnak mértek, akkor a végeredménynek is három értékes jegyet kell tartalmaznia, különben hamis pontosság érzetét kelti.

## Formalizálás
A kerekítési szabályokat rendszerint úgy magyarázzák, hogy a gyerekek is megértsék. Bronstein-Szemengyajev könyvsorozatában, a Taschenbuchs der Mathematik Elementarmathematik kötetében a bonyolultabb kerekítési szabályokat is a magasabb matematika módszerei nélkül írják le.

### Véges és végtelen számjegysorozatok
A szerzők bevezetik a formális számnevek fogalmát (nem tévesztendő össze a szófajjal), melyen egy adott számrendszerbeli számjegysorozatot értenek. A pozitív {\displaystyle {\frac {a}{10^{n}}}} alakú tizedestörtek ({\displaystyle a,n\in \mathbb {N} }) írhatók, mint
{\displaystyle z_{v}z_{v-1}\ldots z_{0},z_{-1}z_{-2}\ldots z_{-n}}
ahol a szám egészrésze a tizedesvessző előtti {\displaystyle v} jegy, törtrésze pedig {\displaystyle n} tizedesvessző utáni jegy. {\displaystyle z_{v},\ldots ,z_{-n}} előáll a {0,1,2,3,4,5,6,7,8,9} számjegyekkel.
A többi valós szám tetszőlegesen pontosan közelíthető véges tizedestörtekkel. Egy {\displaystyle x} valós szám tizedestört alakba fejtésének együtthatói az
{\displaystyle \sum _{i=v}^{\infty }a_{i}10^{i}}
a {\displaystyle z_{v}z_{v-1}\ldots z_{0},z_{-1}\ldots } számjegyek végtelen sorozatát adják.
Ahol {\displaystyle a_{i}} a tizedesjegyek alaki értéke, és 0 alaki értéke {\displaystyle 0}, 1 alaki értéke {\displaystyle 1}, és így tovább. Az {\displaystyle A(j)} közelítő értékekből álló sorozat felülről korlátos, mivel {\displaystyle x} jó felső korlát:
{\displaystyle A(j):=\sum _{i=v}^{-j}a_{i}10^{i}\qquad (j\geq -v)}
{\displaystyle x-A(j)\leq 10^{-j}} tart a nullához, így {\displaystyle A(j)} tart {\displaystyle x}-hez. Ha 
{\displaystyle Z(j):=z_{v}\ldots z_{0},z_{-1}\ldots z_{-j}}
az {\displaystyle A(j)}-t ábrázoló számsorozata, akkor egy {\displaystyle 1\leq k\leq l} {\displaystyle Z(l)} ábrázoló számsorozatának {\displaystyle Z(k)} egy prefixe. Egy végtelen {\displaystyle x} prefixét informálisan kezdeti szakaszának nevezik.
Az {\displaystyle A(j)}-ről és a {\displaystyle Z(j)}-ről tett kijelentések akkor is teljesülnek, hogyha {\displaystyle x} ábrázolható {\displaystyle n} tizedesjeggyel, azaz {\displaystyle z_{-1}\ldots z_{-n}} Ekkor {\displaystyle i>n}esetén az {\displaystyle a_{i}} együtthatók és a {\displaystyle z_{i}} jegyek egyenlőek 0-val. Ez a módszer a kerekítési szabályok formalizálását is segíti.
Negatív számokra hasonlóak fogalmazhatók meg. Annyi változik, hogy a közelítő értékek sorozata csökken, felső korlát helyett alsó korlát van, és így tovább.
A fentiek más számrendszerben is levezethetők, az adott számrendszerben használatos jegyekkel. A mindennapokban használt tízes számrendszer mellett a kettes számrendszerbeli megfogalmazás lehet fontos, a számítógépek által végzendő kerekítések megvalósítására.
Az {\displaystyle z_{-1}...z_{-j}} írásmód formális rekurzióval definiálható, ahol a {\displaystyle \circ } jel a konkatenáció, {\displaystyle \varepsilon } az üres szó jele:
{\displaystyle z_{-1}\ldots z_{-0}=\varepsilon ;\qquad z_{-1}\ldots z_{-(j+1)}=z_{-1}\ldots z_{-j}\circ (z_{-(j+1)})\quad (j\in \mathbb {N} _{0}).}

### Levágás
A {\displaystyle b}-edik tizedesjegy utáni levágás után azt a számot kapjuk az eredetileg {\displaystyle n\geq b} ismert jegyű {\displaystyle z_{v}\ldots z_{0},z_{-1}\ldots z_{-n}\ldots } számból, melynek {\displaystyle b} tizedesjegye ismert, és {\displaystyle z_{v}\ldots z_{0},z_{v+1}\ldots z_{-b}}. Ez az eredeti szám prefixe. A {\displaystyle b=n} esetben az eredeti {\displaystyle x} számnak {\displaystyle b} jegyét határozzák meg, így a {\displaystyle Z(b)}-vel ábrázolt szám maga is közelítő érték. Azonban a matematikai kerekítések számára legalább {\displaystyle z_{-b-1}} pontossággal kellene a számot ismerni.
A levágás célja lehet a számítás segítése, vagy a túlzott pontosság elkerülése, amikor tudjuk, hogy a méréssel kapott {\displaystyle b} jegy közül csak {\displaystyle n} pontos.

### Lefelé kerekítés
Lefelé kerekítéskor pozitív számok esetén az eredetinél nem nagyobb számot kapunk, ami a legnagyobb az adott pontosságú számok közül, ami az eredetinél nem nagyobb. Ehhez a további tizedesjegyeket elhagyjuk, ami így a levágásra hasonlít. Az eredmény sosem lesz negatív, de ha a szám kicsi, és a kerekítés elég pontatlan, akkor az eredmény nulla lesz.
Speciálisan, ha egy pozitív tizedestörtet lefelé kerekítenek, egész pontossággal, akkor a kerekítés eredménye éppen az egészrész. Általánosabban, a lefelé kerekítés kifejezhető az egészrésszel, tízes számrendszerben:
{\displaystyle {\frac {\lfloor 10^{b}\cdot x\rfloor }{10^{b}}}=\lfloor 10^{b}\cdot x\rfloor \cdot 10^{-b}},
ahol a kerekítés {\displaystyle b} tizedesjegy pontosságú.

### Felfelé kerekítés
Felfelé kerekítéskor az eredmény nem lesz kisebb, mint az eredeti szám; az az eredetinél nem kisebb szám, ami a legkisebb az adott pontosságú számok között. A további tizedesjegyek elhagyásán túl, amennyiben az elhagyott jegyek nem mind nullák, a megmaradt utolsó jegyet megnöveljük eggyel. Ha így átvitel keletkezik, azt végig kell futtatni a számon, így kapjuk a kerekített értéket.
Az egészrészhez hasonlóan használható a felső egészrész függvény az eredmény kifejezésére. Amennyiben {\displaystyle x} pozitív valós szám, és {\displaystyle b} tizedesjegyre kell kerekíteni a tízes számrendszerben, akkor:
{\displaystyle \lceil 10^{b}\cdot x\rceil \cdot 10^{-b}}.

### Számítógép
A számítógépben nem tárolhatók tetszőleges pontossággal a számok a memória korlátai miatt. Többnyire azonban elég ennél kisebb pontosság is, így gyakran kerül sor kerekítésre a számítások során, hogy az eredmény ábrázolható legyen az adott számtípussal.
A legegyszerűbb módszer a levágás: a pontosságból kilógó jegyeket egyszerűen elhagyja a gép. Például {\displaystyle 10{,}11_{2}=2{,}75_{10}} kerekítése egészekre {\displaystyle 10_{2}=2_{10}}. Ez egy gyors módszer, azonban viszonylag nagy kerekítési hibákat eredményez. Azonban a jelfeldolgozás éppen azt használja ki, hogy megakadályozza instabil határciklusok létrejöttét.
Használják a fent említett kereskedelmi kerekítést is. Ehhez például egészekre kerekítés esetén a levágás előtt hozzáadnak {\displaystyle 0{,}1_{2}=0{,}5_{10}}-et a számhoz. Így például {\displaystyle 2{,}75_{10}+0{,}5_{10}=3{,}25_{10}=11{,}01_{2}}, levágás után {\displaystyle 11_{2}=3_{10}}. A kerekítés pozitív irányba torzít.
Az IEEE-754 szabvány a matematikai kerekítést írja le, tehát a legközelebbi párosra kerekítést kettes számrendszerben. Azaz, ha az eredmény {\displaystyle \ldots {,}\ldots 5_{10}=\ldots {,}\ldots 1_{2}} alakú, akkor a gép az utolsó 1-es helyett 0-t ír, majd az átvitellel felszalad a számon. Mivel rossz esetben az átvitel végigfut a teljes számon, azért ez a kerekítés lassú, és nagy számítási teljesítményt követel. Alternatív megoldásként táblázat is használható, ami leírja a kerekítést. Ebből keresi ki a gép a kerekítés eredményét.

## Fordítás
Ez a szócikk részben vagy egészben  a   Rundung című német Wikipédia-szócikk fordításán alapul.  Az eredeti cikk szerkesztőit annak laptörténete sorolja fel. Ez a jelzés csupán a megfogalmazás eredetét és a szerzői jogokat jelzi, nem szolgál a cikkben szereplő információk forrásmegjelöléseként.